# Machine Gun Kelly (músico)
Colson Baker (Houston, Texas; 22 de abril de 1990), conocido por su nombre artístico Machine Gun Kelly (abreviado como MGK) o simplemente Kells, es un cantante, compositor, productor musical, músico y actor estadounidense. Su nombre artístico fue dado por su flujo lírico de tiro rápido y es una referencia al famoso criminal Machine Gun Kelly. Su carrera ha ido creciendo gracias a sus diversas participaciones en películas y a su música. 
MGK se embarcó en su carrera musical cuando era adolescente con un mixtape en 2006, llegando a lanzar cuatro mixtapes más. En 2011 consiguió y firmó un contrato discográfico con Bad Boy e Interscope Records, tras mantener una reunión con Jimmy Iovine y Sean "Diddy" Combs. Su álbum debut, llamado "Lace Up", fue lanzado en octubre de 2012 con una respuesta positiva de la crítica. Dicho álbum contenía los sencillos "Wild Boy", "Invincible", "Stereo" y "Hold on (Shut Up)", debutando en el puesto número cuatro en el ranking de Billboard 200 en Estados Unidos. Más tarde fue confirmado que "Lace Up" llegó a vender más de 178.000 copias. A principios de 2015, lanzó los sencillos "Till I Die" y "A Little More", pertenecientes a su segundo álbum, "General Admission", lanzado en octubre de ese mismo año y que también logró llegar al puesto número cuatro en Estados Unidos.
Ha aparecido en varias películas, protagonizando Beyond the Lights, como Kid Culprit. Apareció en Roadies como Wesley, antes de ser elegido para papeles principales en Viral, Punk's Dead: SLC Punk 2, Nerve y la película biográfica sobre Mötley Crüe, The Dirt, en donde interpretó al baterista Tommy Lee.

## Biografía

### Comienzos
Baker nació el 22 de abril de 1990 en Houston, Texas, de padres misioneros. Baker y su familia se mudaron por todo el mundo y fijaron su residencia en el extranjero en Egipto y Alemania, así como en varias ciudades de Estados Unidos, como Chicago, Los Ángeles, Denver y Cleveland. En sus primeros cuatro años de vida en Egipto, Baker aprendió a hablar el árabe antes que el inglés. Su madre se divorció de su padre y los abandonó cuando él tenía 9 años, y no volvió a verla hasta su salto a la fama.
Comenzó a escuchar rap en sexto y séptimo grado cuando fue a la Hamilton Middle School, una escuela con un cuerpo estudiantil étnicamente diverso en Denver, Colorado. Los tres primeros raperos que lo introdujeron en el género cuando apenas era un niño fueron Ludacris, Eminem y DMX, tras haber escuchado We Right Here del álbum The Great Depression de DMX.

### Llegada a Cleveland y salto a la fama
A la edad de catorce años, Baker se trasladó a Cleveland, Ohio, donde asistió a la Escuela Secundaria Shaker Heights. Allí convenció al dueño de un local de camisetas para que se convirtiera en su mánager. Tras lanzar Stamp of Approval, su reputación y popularidad crecieron hasta el hecho de poder dar conciertos en los locales de la ciudad.
A punto de ser desalojado, Baker fue al Teatro Apollo de Harlem en marzo de 2009 donde consiguió vencer en varias ocasiones a sus rivales, convirtiéndose en el primer rapero blanco en ganar en el Teatro Apollo. MGK graba música en su estudio casero refiriéndose a él como la "Rage Cage". Baker comenzó a ganar fama cuando se presentó al programa de MTV2 Sucker Free Freestyle, donde rimó numerosos versos de su sencillo Chip Off the Block.

## Carrera

### Inicios
En 2011 apareció en la revista XXL. Gracias a la amistad que mantenía con Three 6 Mafia y Juicy J, Kelly apareció en su canción Inhale en enero de 2011, que fue producida por Lex Luger y contó con la aparición de Steve-O de Jackass en el vídeo musical.
En marzo de 2011 participó en el festival South by Southwest en Austin, Texas. En el evento se encontró con Sean "Diddy" Combs y gracias a ello ha ido ganando fama en el ámbito musical. En el mismo año firmó con Bad Boy Records, que está asociada con Interscope. También apareció en la canción Finally Home, del rapero XV. El 15 de noviembre de ese año, MGK lanzó el vídeo musical de la canción Wild Boy con el rapero estadounidense Waka Flocka Flame. El 8 de diciembre, Machine Gun Kelly apareció en el programa de la cadena BET 106 & Park junto a Waka Flocka Flame para estrenar el vídeo. En febrero de 2012, MGK dio a entender en Twitter que su tan esperado EP, Half Naked & Almost Famous, sería lanzado en marzo de 2012.
Su álbum debut Lace Up fue lanzado el 9 de octubre de 2012. El álbum cuenta con las colaboraciones de Bun B, Cassie, DMX, Dub-O, Ester Dean, Lil Jon, Tech N9ne, Twista, Waka Flocka Flame, Young Jeezy y Avenged Sevenfold, entre otros. El álbum debutó en el puesto n.º 4 en Estados Unidos en la lista Billboard 200, con 57.000 copias vendidas en la primera semana. En la segunda semana, bajó hasta el puesto N° 22, dándole un total de 65.000 copias vendidas. A partir del 24 de marzo de 2013, el álbum ha vendido 178.000 copias.

### 2013-2016:General Admission
El 28 de enero de 2013, MGK anunció que volvería a llamarse como en su anterior nombre artístico; Machine Gun Kelly. 
El primer sencillo de su nuevo álbum se tituló Pe$o, y contó con las colaboraciones de Pusha T y Meek Mill. Kelly también dijo que Wiz Khalifa sería presentado en el mixtape. El 18 de febrero de ese año, Kelly reveló la portada del mixtape, llamado Black Flag. También dio a conocer el vídeo musical de la canción Champions, que cuenta con la colaboración de Puff Daddy.
El 26 de junio del mismo año, Kelly lanzó la canción Black Flag sin previo aviso. El mixtape contó con las apariciones especiales de Wiz Khalifa, French Montana, Kellin Quinn, Dub-O, Sean McGee y Tezo. Después del lanzamiento de Black Flag, Kelly comenzó a trabajar en su segundo álbum de estudio. El 22 de enero de 2014, se confirmó que Kelly estaba empezando a trabajar en su segundo álbum de estudio.
General Admission, su segundo álbum, salió a la venta el 16 de octubre de 2015. En el mismo colaboran Lzzy Hale, Kid Rock, Leroy Sánchez y Victoria Monét. Meses antes de lanzar el álbum, el 5 de enero, MGK sacó el reconocido sencillo Till I Die. Dicha canción aparece en la banda sonora del videojuego NBA 2K16.
El 15 de octubre de 2016, Kelly sacó a la venta su sencillo "Bad Things", junto a la cantante Camila Cabello, canción que logró llegar al número 1 en iTunes U.S, siendo un gran éxito en el país. A partir de ahí su reconocimiento público aumentó enormemente entre otros medios externos al hip hop.

### 2017-2019:BloomyBinge
El 1 de marzo del 2017 fue anunciado el remix de la canción "No More Sad Songs" del grupo Little Mix con la participación de Kelly, el cual fue lanzado el 3 de marzo.
En verano de ese mismo año sacó su tercer álbum, "Bloom", el cual cuenta con trece canciones con colaboraciones de Hailee Steinfeld, James Arthur, Ty Dolla $ign, Quavo, DubXX o la canción ya conocida con Camila Cabello. Kelly siempre dijo que quería sacar un disco como este y ahora ha conseguido alcanzar el mayor apogeo de fama.
Binge es un EP que sacó a la venta el 21 de septiembre de 2018 con un total de nueve canciones, entre las cuales destacan "Loco" y "Rap Devil". Este último era una respuesta a la canción de Eminem "Not Alike" de su álbum Kamikaze, que dio controversia por ser un Diss Track al rapero de Detroit, y este responde con su tema "Killshot".

### 2020-2023:Tickets to My Downfall yDownfalls High
En diciembre de 2019, Baker comenzó a adelantar un próximo proyecto con la producción de Travis Barker, luego se reveló que el álbum sería pop punk. El 14 de enero de 2020, Baker anunció el título del proyecto como Tickets to My Downfall, cuyo lanzamiento fue el 25 de septiembre de 2020. Se lanzaron tres sencillos antes del lanzamiento del álbum: "Bloody Valentine", "Concert for Aliens" y "My Ex's Best Friend".
En enero de 2021, Machine Gun Kelly presentó su obra pop punk, Tickets to My Downfall, en nuestras pantallas. Se titula Downfalls High, y según el avance que se estrenó, se encuentra basada en las experiencias propias de Kelly en el instituto en la década de los 2000, llegando a recordar un poco a la película American Pie. Según el propio Colson Baker, la película es "La primera experiencia cinematográfica musical de este tipo", pues mezclará las secuencias musicales con la narración de su propia historia (llegando a recordar a un gran videoclip). Travis Barker participa en la narración junto a nuestro personaje principal Colson, además de la aparición de cantantes como Blackbear o Jxdn.

### 2023-presente:Genre: SadboyyLost Americana
El 23 de marzo de 2024, Baker, junto con el rapero Trippie Redd, anunció un EP colaborativo titulado Genre: Sadboy, que se lanzaría el 29 de marzo. Se lanzaron dos sencillos del EP: «Lost Boys» y «Beauty». El dúo ofreció dos conciertos gratuitos para promocionar el lanzamiento, que tuvieron lugar el 2 de abril en Irving Plaza, Nueva York, y el 4 de abril en el Bluestone, Columbus, Ohio.
El 6 de mayo de 2025, Baker lanzó una versión de rap freestyle de la canción «Bye Bye Bye» de NSYNC, donde adelantó que su próximo sencillo sería una canción pop. Unas semanas después, el 23 de mayo, lanzó el sencillo «Cliché». El 10 de junio, anunció que el álbum se titularía «Lost Americana» y se lanzaría el 8 de agosto, con uno de sus ídolos, Bob Dylan, narrando el tráiler.

## Vida personal
En cuanto a su filosofía política, Machine Gun Kelly se identifica como un anarquista. Lleva tatuado encima del ombligo la famosa "A" circulada (Ⓐ), símbolo de esta ideología. Es padre de una niña llamada Casie Baker, nacida en el año 2009.
Desde abril de 2020 se sabe que mantiene una relación amorosa con Megan Fox. El 11 de enero de 2022 se comprometieron.

## Discografía
|  | Álbumes de estudio - Lace Up (2012) - General Admission (2015) - Bloom (2017) - Hotel Diablo (2019) - Tickets to My Downfall (2020) - Mainstream Sellout (2022) - Lost Americana (2025) | EPs - Half Naked & Almost Famous (2012) - Lace Up: The Prelude (2012) - BINGE (2018) - Genre: Sadboy (2024, con Trippie Redd) | Mixtapes - Stamp of Approval Prelude (2006) - Stamp of Approval (2007) - Certified (2008) - Homecoming (2009) - 100 Words and Running (2010) - Lace Up: The Mixtape (2010) - Rage Pack (2011) - EST 4 Life (2012) - Black Flag (2013) - F*ck It (2015) |

## Filmografía

### Cine
| Año  | Título                      | Papel                          | Notas                         |
| ---- | --------------------------- | ------------------------------ | ----------------------------- |
| 2014 | Beyond the Lights           | Kid Culprit                    | Contribuyó en la banda sonora |
| 2016 | Punk's Dead!                | Crash                          |                               |
| 2016 | Nerve                       | Ty                             | Antagonista                   |
| 2016 | Viral                       | CJ                             |                               |
| 2016 | The Land                    | Slick                          |                               |
| 2018 | Bird Box                    | Felix                          | Película original de Netflix  |
| 2019 | Big Time Adolescence        | Nick                           |                               |
| 2019 | Captive State               | Jurgis                         |                               |
| 2019 | The Dirt                    | Tommy Lee                      | Película original de Netflix  |
| 2020 | The King of Staten Island   | Dueño de tienda de tatuajes    |                               |
| 2020 | Project Power               | Newt                           | Película original de Netflix  |
| 2021 | Midnight in the Switchgrass | Calvin                         |                               |
| 2021 | The Last Son                | Cal / Lionel (as Colson Baker) |                               |
| 2022 | Jackass Forever             | Él mismo                       | Invitado                      |
| 2022 | One Way                     | Frederick "Freddy" Sullivan    |                               |

2024
Jackpot

### Televisión
| Año       | Título                      | Papel              | Notas                                                               |
| --------- | --------------------------- | ------------------ | ------------------------------------------------------------------- |
| 2012–2015 | WWE Raw                     | Él mismo           | 2 episodios                                                         |
| 2013      | Guy Court                   | Él mismo           | Episodio: "Sweepstakes"                                             |
| 2014      | Unsung                      | Él mismo           | Episodio: "Bone Thugs-n-Harmony"                                    |
| 2015      | Catfish                     | Él mismo           | Episodio: "Hundra & Emily"                                          |
| 2015 2019 | Ridiculousness              | Él mismo           | Temporada 7; Episodio 6 Temporada 13; Episodio 11                   |
| 2016      | Roadies                     | Wesley "Wes" Mason | Papel regular; acreditado como Colson Baker                         |
| 2020      | MTV Video Music Awards 2020 | Él mismo           | Ganó Mejor Video Alternativo y presentando Push Mejor Artista Nuevo |

### Internet
| Año  | Título         | Rol      | Notas                                   |
| ---- | -------------- | -------- | --------------------------------------- |
| 2021 | Downfalls High | Él mismo | También codirector, productor ejecutivo |

## Premios y nominaciones
| Año  | Trabajo Nominado                                | Categoría                   | Resultado |
| ---- | ----------------------------------------------- | --------------------------- | --------- |
| 2009 | Machine Gun Kelly                               | Best Live Performer         | Ganador   |
| 2010 | "Alice in Wonderland"                           | Best Music Video            | Ganador   |
| 2011 | Machine Gun Kelly                               | Best Mixtape Artist         | Ganador   |
| 2011 | "Lace Up"                                       | Best Mixtape                | Ganador   |
| 2011 | Machine Gun Kelly                               | Best Male Artist            | Ganador   |
| 2011 | "Cleveland" (compartido con DubO)               | Video of the Year           | Ganador   |
| 2012 | Machine Gun Kelly                               | Best National Artist        | Ganador   |
| 2012 | "Rage Pack"                                     | Best National Mixtape/Album | 2.º Lugar |
| 2012 | "Police" (compartido con Pooh Gutta)            | Best Collaboration          | Ganador   |
| 2014 | Machine Gun Kelly                               | National Noise Maker        | Ganador   |
| 2014 | "Mind of a Stoner" (Compartido con Wiz Khalifa) | Best National Music Video   | Ganador   |
| 2014 | "Breaking News"                                 | Best National Music Video   | 2.º Lugar |
| 2014 | "Mind of a Stoner" (Compartido con Wiz Khalifa) | Best National Collaboration | Ganador   |

| Año  | Trabajo Nominado | Categoría                    | Resultado |
| ---- | ---------------- | ---------------------------- | --------- |
| 2012 | Él Mismo         | US Artist About To Go Global | Ganador   |

| Año  | Trabajo Nominado | Categoría          | Resultado |
| ---- | ---------------- | ------------------ | --------- |
| 2012 | Él Mismo         | Breaking Woodie    | Ganador   |
| 2013 | Él Mismo         | Woodie of the year | Ganador   |

| Año  | Trabajo Nominado                             | Categoría                 | Resultado |
| ---- | -------------------------------------------- | ------------------------- | --------- |
| 2017 | "Bad Things" (Compartido con Camila Cabello) | Mejor colaboración de rap | Nominado  |
| 2021 | Machine Gun Kelly                            | Mejor artista rock        | Nominado  |
| 2021 | Tickets to My Downfall                       | Mejor álbum rock          | Ganador   |
| 2021 | "My Ex's Best Friend" (con Blackbear)        | Mejor canción rock        | Nominado  |

| Año  | Trabajo Nominado                             | Categoría          | Resultado |
| ---- | -------------------------------------------- | ------------------ | --------- |
| 2017 | "Bad Things" (compartido con Camila Cabello) | Best Collaboration | Ganador   |

| Año  | Trabajo Nominado                            | Categoría                         | Resultado |
| ---- | ------------------------------------------- | --------------------------------- | --------- |
| 2018 | "Say You Won't Let Go" (con Camila Cabello) | "Best Cover Song"                 | Nominado  |
| 2021 | "Bloody Valentine"                          | Mejor Canción de Rock/Alternativo | Ganador   |

| Año  | Trabajo Nominado          | Categoría          | Resultado |
| ---- | ------------------------- | ------------------ | --------- |
| 2020 | "Bloody Valentine"        | "Best Alternative" | Ganador   |
| 2021 | "my ex's best friend"     | "Best Alternative" | Ganador   |
| 2022 | "emo girl (feat. WILLOW)" | "Best Alternative" | Nominado  |